# 15-я Гонконгская кинопремия
15-я церемония Гонконгской кинопремии, на которой были отмечены лучшие фильмы 1995 года, состоялась 28 апреля 1996 года в Гонконгской академии исполнительских искусств, Гонконг. Во время церемонии вручались награды в 15 категориях.

## Статистика
| Фильм                             | номинации | победы |
| --------------------------------- | --------- | ------ |
| • Летний снег                     | 10        | 7      |
| • Полный газ                      | 10        | 1      |
| • Разборка в Бронксе              | 7         | 1      |
| • Отель мира                      | 7         | 1      |
| • Призрачный любовник             | 6         | 2      |
| • День, когда остыло Солнце       | 2         | 0      |
| • Я — твой торт на день рождения  | 2         | 0      |
| • Китайская одиссея — 2: Золушка  | 2         | 0      |
| • История зонтика                 | 2         | 0      |
| • Любовь в сумерках               | 2         | 0      |
| • Чему быть, того не миновать     | 2         | 0      |
| • Нанкинский Христос              | 2         | 0      |
| • Лезвие                          | 2         | 0      |
| • Вот это были деньки             | 1         | 1      |
| • Люблю тебя                      | 1         | 0      |
| • Другая мать                     | 1         | 0      |
| • Небеса не ждут                  | 1         | 0      |
| • День, которого нет              | 1         | 0      |
| • Китайская одиссея: Ящик Пандоры | 1         | 0      |
| • Прикосновение зла               | 1         | 0      |
| • Громобой                        | 1         | 0      |
| • Тайный агент                    | 1         | 0      |
| • Золотые девушки                 | 1         | 0      |
| • Гонконгские граффити            | 1         | 0      |

## Список номинантов и лауреатов
★ Победители выделены отдельным цветом. 
| Номинация                           | Лауреаты и номинанты                                                                                        | Лауреаты и номинанты                                                                     | Лауреаты и номинанты                                                                     |
| ----------------------------------- | --- | ---------------------------------------------------------------------------------------- | ---------------------------------------------------------------------------------------- |
| Лучший фильм                        | | ★ «Летний снег» режиссёр: Энн Хёй                                                        | ★ «Летний снег» режиссёр: Энн Хёй                                                        |
| Лучший фильм                        | • «День, когда остыло Солнце» режиссёр: Им Хоу                                                              |                                                                                          |                                                                                          |
| Лучший фильм                        | • «Полный газ» режиссёр: Дерек И                                                                            |                                                                                          |                                                                                          |
| Лучший фильм                        | • «Падшие ангелы» режиссёр: Вонг Карвай                                                                     |                                                                                          |                                                                                          |
| Лучший фильм                        | • «Разборка в Бронксе» режиссёр: Стэнли Тонг                                                                |                                                                                          |                                                                                          |
| Лучшая режиссёрская работа          | | ★ Энн Хёй за фильм «Летний снег»                                                         | ★ Энн Хёй за фильм «Летний снег»                                                         |
| Лучшая режиссёрская работа          | • Дерек И за фильм «Полный газ»                                                                             |                                                                                          |                                                                                          |
| Лучшая режиссёрская работа          | • Вонг Карвай за фильм «Падшие ангелы»                                                                      |                                                                                          |                                                                                          |
| Лучшая режиссёрская работа          | • Им Хоу за фильм «День, когда остыло Солнце»                                                               |                                                                                          |                                                                                          |
| Лучшая режиссёрская работа          | • Джонни То за фильм «Люблю тебя»                                                                           |                                                                                          |                                                                                          |
| Лучшая женская роль                 | | ★ Джозефин Сяо за фильм «Летний снег»                                                    | ★ Джозефин Сяо за фильм «Летний снег»                                                    |
| Лучшая женская роль                 | • Фун Поупоу за фильм «Другая мать»                                                                         |                                                                                          |                                                                                          |
| Лучшая женская роль                 | • Чингми Яу за фильм «Я — твой торт на день рождения»                                                       |                                                                                          |                                                                                          |
| Лучшая женская роль                 | • Сесилия Ип за фильм «Отель мира»                                                                          |                                                                                          |                                                                                          |
| Лучшая женская роль                 | • Анита Муи за фильм «Разборка в Бронксе»                                                                   |                                                                                          |                                                                                          |
| Лучшая мужская роль                 | ★ Рой Чяо за фильм «Летний снег»                                                                            | ★ Рой Чяо за фильм «Летний снег»                                                         |                                                                                          |
| Лучшая мужская роль                 | • Энди Лау за фильм «Полный газ»                                                                            |                                                                                          |                                                                                          |
| Лучшая мужская роль                 | • Стивен Чоу за фильм «Китайская одиссея — 2: Золушка»                                                      |                                                                                          |                                                                                          |
| Лучшая мужская роль                 | • Чоу Юньфат за фильм «Отель мира»                                                                          |                                                                                          |                                                                                          |
| Лучшая мужская роль                 | • Джеки Чан за фильм «Разборка в Бронксе»                                                                   |                                                                                          |                                                                                          |
| Лучшая женская роль второго плана   | | ★ Карен Мок за фильм «Падшие ангелы»                                                     | ★ Карен Мок за фильм «Падшие ангелы»                                                     |
| Лучшая женская роль второго плана   | • Кун-Лан Ло за фильм «Летний снег»                                                                         |                                                                                          |                                                                                          |
| Лучшая женская роль второго плана   | • Кун-Лан Ло за фильм «История зонтика»                                                                     |                                                                                          |                                                                                          |
| Лучшая женская роль второго плана   | • Ха Пин за фильм «Полный газ»                                                                              |                                                                                          |                                                                                          |
| Лучшая женская роль второго плана   | • Франсуаза Йип за фильм «Разборка в Бронксе»                                                               |                                                                                          |                                                                                          |
| Лучшая мужская роль второго плана   | | ★ Ло Кар-ин за фильм «Летний снег»                                                       | ★ Ло Кар-ин за фильм «Летний снег»                                                       |
| Лучшая мужская роль второго плана   | • Чин Карлок за фильм «Полный газ»                                                                          |                                                                                          |                                                                                          |
| Лучшая мужская роль второго плана   | • Джордан Чан за фильм «Небеса не ждут»                                                                     |                                                                                          |                                                                                          |
| Лучшая мужская роль второго плана   | • Эрик Кот за фильм «Любовь в сумерках»                                                                     |                                                                                          |                                                                                          |
| Лучшая мужская роль второго плана   | • Дайо Вон за фильм «День, которого нет»                                                                    |                                                                                          |                                                                                          |
| Лучший сценарий                     | ★ Чань Мань-Кён за фильм «Летний снег»                                                                      | ★ Чань Мань-Кён за фильм «Летний снег»                                                   |                                                                                          |
| Лучший сценарий                     | • Дерек И, Ло Чи-Лён за фильм «Полный газ»                                                                  |                                                                                          |                                                                                          |
| Лучший сценарий                     | • Джеффри Лау за фильм «Китайская одиссея: Ящик Пандоры»                                                    |                                                                                          |                                                                                          |
| Лучший сценарий                     | • Джеффри Лау за фильм «Китайская одиссея — 2: Золушка»                                                     |                                                                                          |                                                                                          |
| Лучший сценарий                     | • Рэймонд То за фильм «История зонтика»                                                                     |                                                                                          |                                                                                          |
| Лучший новый актёр                  | | ★ Эрик Му за фильм «Вот это были деньки»                                                 | ★ Эрик Му за фильм «Вот это были деньки»                                                 |
| Лучший новый актёр                  | • Келли Чэнь за фильм «Чему быть, того не миновать»                                                         |                                                                                          |                                                                                          |
| Лучший новый актёр                  | • Чэнь Ваньлэй за фильм «Падшие ангелы»                                                                     |                                                                                          |                                                                                          |
| Лучший новый актёр                  | • Аллен Тинг за фильм «Летний снег»                                                                         |                                                                                          |                                                                                          |
| Лучший новый актёр                  | • Джиджи Люн за фильм «Полный газ»                                                                          |                                                                                          |                                                                                          |
| Лучший новый актёр                  | • Франсуаза Йип за фильм «Разборка в Бронксе»                                                               |                                                                                          |                                                                                          |
| Лучшая операторская работа          | | ★ Кристофер Дойл за фильм «Падшие ангелы»                                                | ★ Кристофер Дойл за фильм «Падшие ангелы»                                                |
| Лучшая операторская работа          | • Вон Вин-Хун за фильм «Отель мира»                                                                         |                                                                                          |                                                                                          |
| Лучшая операторская работа          | • Питер Пау за фильм «Призрачный любовник»                                                                  |                                                                                          |                                                                                          |
| Лучшая операторская работа          | • Артур Вон за фильм «Прикосновение зла»                                                                    |                                                                                          |                                                                                          |
| Лучшая операторская работа          | • Эндрю Лау за фильм «Я — твой торт на день рождения»                                                       |                                                                                          |                                                                                          |
| Лучший монтаж                       | ★ Эрик Квон за фильм «Полный газ»                                                                           | ★ Эрик Квон за фильм «Полный газ»                                                        |                                                                                          |
| Лучший монтаж                       | • Питер Чун за фильм «Разборка в Бронксе»                                                                   |                                                                                          |                                                                                          |
| Лучший монтаж                       | • Йи Шун Вонг за фильм «Летний снег»                                                                        |                                                                                          |                                                                                          |
| Лучший монтаж                       | • Дэвид У за фильм «Призрачный любовник»                                                                    |                                                                                          |                                                                                          |
| Лучший монтаж                       | • Уильям Чанг, Вонг Мин-Лам за фильм «Падшие ангелы»                                                        |                                                                                          |                                                                                          |
| Лучшая работа художника             | ★ Ма Пун Чиу за фильм «Призрачный любовник»                                                                 | ★ Ма Пун Чиу за фильм «Призрачный любовник»                                              |                                                                                          |
| Лучшая работа художника             | • Кеннет И, Вэй Минг Яу за фильм «Отель мира»                                                               |                                                                                          |                                                                                          |
| Лучшая работа художника             | • Уильям Чан за фильм «Падшие ангелы»                                                                       |                                                                                          |                                                                                          |
| Лучшая работа художника             | • Янк Вонг, Теренс Фок за фильм «Летний снег»                                                               |                                                                                          |                                                                                          |
| Лучшая работа художника             | • Ма Пун Чиу за фильм «Нанкинский Христос»                                                                  |                                                                                          |                                                                                          |
| Лучшая работа художника по костюмам | ★ Уильям Чанг, Енг Син Линг за фильм «Призрачный любовник»                                                  | ★ Уильям Чанг, Енг Син Линг за фильм «Призрачный любовник»                               |                                                                                          |
| Лучшая работа художника по костюмам | • Дора Нг за фильм «Отель мира»                                                                             |                                                                                          |                                                                                          |
| Лучшая работа художника по костюмам | • Уильям Чанг за фильм «Падшие ангелы»                                                                      |                                                                                          |                                                                                          |
| Лучшая работа художника по костюмам | • Уильям Чанг за фильм «Лезвие»                                                                             |                                                                                          |                                                                                          |
| Лучшая работа художника по костюмам | • Эдди Мок за фильм «Нанкинский Христос»                                                                    |                                                                                          |                                                                                          |
| Лучшая постановка экшена            | | ★ Стэнли Тонг, Джеки Чан за фильм «Разборка в Бронксе»                                   | ★ Стэнли Тонг, Джеки Чан за фильм «Разборка в Бронксе»                                   |
| Лучшая постановка экшена            | • Стивен Тун, Юэнь Бун, Ман Хой за фильм «Лезвие»                                                           |                                                                                          |                                                                                          |
| Лучшая постановка экшена            | • Ассоциация каскадеров Джеки Чана, Ассоциация каскадеров Само Хуна за фильм «Громобой»                     |                                                                                          |                                                                                          |
| Лучшая постановка экшена            | • Кори Юэнь, Юэнь Так за фильм «Тайный агент»                                                               |                                                                                          |                                                                                          |
| Лучшая постановка экшена            | • Брюс Ло за фильм «Полный газ»                                                                             |                                                                                          |                                                                                          |
| Лучшая музыка                       | ★ Фрэнки Чан, Роэл Гарсия за фильм «Падшие ангелы»                                                          | ★ Фрэнки Чан, Роэл Гарсия за фильм «Падшие ангелы»                                       |                                                                                          |
| Лучшая музыка                       | • Хилти Пун, Сэйсин Вонг за фильм «Отель мира»                                                              |                                                                                          |                                                                                          |
| Лучшая музыка                       | • Кларенс Хуэй, Вонг Вай-Нинь, Рональд Нг за фильм «Золотые девушки»                                        |                                                                                          |                                                                                          |
| Лучшая музыка                       | • Крис Бабида за фильм «Призрачный любовник»                                                                |                                                                                          |                                                                                          |
| Лучшая музыка                       | • Рэймонд Вонг, Уильям У за фильм «Любовь в сумерках»                                                       |                                                                                          |                                                                                          |
| Лучшая песня                        | | ★ Композитор: Алекс Сан • Слова: Эрик Ли • Исполнитель: Касс Пханг за фильм «Отель мира» | ★ Композитор: Алекс Сан • Слова: Эрик Ли • Исполнитель: Касс Пханг за фильм «Отель мира» |
| Лучшая песня                        | • Композитор: Эрик Чен • Слова/исполнитель: Энди Лау за фильм «Полный газ»                                  |                                                                                          |                                                                                          |
| Лучшая песня                        | • Композитор/исполнитель: Лесли Чун • Слова: Лесли Мок за фильм «Призрачный любовник»                       |                                                                                          |                                                                                          |
| Лучшая песня                        | • Композитор: Марк Луи • Слова: Чау Лай Мау • Исполнитель: Келли Чен за фильм «Чему быть, того не миновать» |                                                                                          |                                                                                          |
| Лучшая песня                        | • Композитор: Джон Лаудон • Текст: Эрика Ли • Исполнитель: Кевин Ченг за фильм «Гонконгские граффити»       |                                                                                          |                                                                                          |